# Фильмография Мэрилин Монро
Мэрили́н Монро́ (1 июня 1926 — 4 августа 1962) — американская киноактриса, снявшаяся в 29 фильмах в период с 1946 по 1961 год. После короткой карьеры в качестве модели она подписала краткосрочные контракты с киностудиями 20th Century Fox и Columbia Pictures, в течение первых лет исполняя эпизодические роли. В 1950 году она появилась в небольших, но запоминающихся ролях в двух высоко оценённых критиками фильмах — «Асфальтовые джунгли» и «Всё о Еве». Эти образы резко контрастировали с амплуа «глупенькой блондинки», в которое актрису часто загоняли. Биограф Маргот А. Хенриксен, автор статьи о Монро в American National Biography, называет этот образ несправедливым стереотипом, омрачавшим её актёрскую карьеру.
Прорыв в карьере Мэрилин Монро произошёл в 1953 году, когда она исполнила главные роли сразу в трёх картинах: нуаре «Ниагара» и двух комедиях — «Джентльмены предпочитают блондинок» и «Как выйти замуж за миллионера». По замечанию биографа актрисы Сары Черчвелл, «после 1953 года именно неосознанная, а не намеренная сексуальность стала её визитной карточкой». Монро быстро превратилась в одну из самых популярных и узнаваемых персон в США. В 1955 году она снялась в комедии Билли Уайлдера «Зуд седьмого года», где сыграла объект сексуальных фантазий женатого соседа. В фильме запечатлена одна из самых знаменитых сцен в её карьере — эпизод, в котором героиня стоит над вентиляционной решёткой Нью-йоркского метро, и струя воздуха поднимает подол её белого платья.
После выхода комедийной драмы «Автобусная остановка» (1956) Мэрилин Монро основала собственную продюсерскую компанию Marilyn Monroe Productions, учреждённую в 1955 году. Единственной картиной, выпущенной ею независимо, стала романтическая комедия «Принц и танцовщица» (1957). Впоследствии актриса исполнила главные роли в криминальной комедии «В джазе только девушки» (1959) и драме «Неприкаянные» (1961). В июне 1962 года Монро была отстранена от съёмок фильма «Что-то должно случиться», который так и не был завершён из-за её смерти в августе того же года. Несмотря на то, что она оставалась ведущей актрисой чуть более десяти лет, к моменту её неожиданной кончины кассовые сборы её фильмов превысили 200 миллионов долларов, что с учётом инфляции эквивалентно двум миллиардам долларов.
В течение своей кинокарьеры Мэрилин Монро была удостоена нескольких наград и номинирована на ряд премий. Среди полученных ею наград — премия «Генриетта» как лучшей молодой кассовой актрисе (1951) и звание любимой кинозвезды мира (1953). За роль в фильме «Принц и танцовщица» (1957) она получила престижные французские и итальянские премии «Хрустальная звезда», «Сезар» и «Давид ди Донателло». В 1960 году её имя было занесено на Аллею славы в Голливуде, а в 1995 году ей была посвящена Звезда Золотой пальмовой ветви на Аллее славы Палм-Спрингс. В 1999 году Американский институт киноискусства включил её в список 25 величайших актрис американского кинематографа, присвоив ей шестое место. Три фильма с её участием — «В джазе только девушки», «Всё о Еве» и «Асфальтовые джунгли» — были включены в Национальный реестр фильмов Библиотеки Конгресса США. За роль в «В джазе только девушки» Монро также была удостоена премии «Золотой глобус» в категории «Лучшая женская роль — комедия или мюзикл».

## Фильмография
За свою кинокарьеру Монро снялась в 29 фильмах. В 1962 году она приступила к съёмкам тридцатой картины — «Что-то должно случиться», однако была уволена со студии до завершения работы. Актриса скончалась, прежде чем фильм был завершён с другим исполнителем в её роли.
| Год  | Название                           | Роль                     | Заметки                                             |
| ---- | ---------------------------------- | ------------------------ | --------------------------------------------------- |
| 1947 | Опасные годы                       | Иви                      |                                                     |
| 1948 | Скудда-У! Скудда-Эй!               | Бетти                    | В титрах не указана                                 |
| 1948 | Хористки                           | Пегги Мартин             |                                                     |
| 1949 | Счастливая любовь                  | клиентка Груниона        |                                                     |
| 1950 | Билет в Томагавк                   | Клара                    | В титрах не указана                                 |
| 1950 | Асфальтовые джунгли                | Анджела Финли            |                                                     |
| 1950 | Всё о Еве                          | Клаудия Кассуэлл         |                                                     |
| 1950 | Огненный шар                       | Полли                    |                                                     |
| 1950 | Правый кросс                       | Даски Ле Дью             | В титрах не указана                                 |
| 1951 | История родного города             | Айрис Мартин             |                                                     |
| 1951 | Моложе себя и не почувствуешь      | Харриет                  |                                                     |
| 1951 | Любовное гнёздышко                 | Роберта «Бобби» Стивенс  |                                                     |
| 1951 | Давай сделаем это легально         | Джойс Маннеринг          |                                                     |
| 1952 | Стычка в ночи                      | Пегги                    |                                                     |
| 1952 | Мы не женаты!                      | Аннабел Джоунс Норрис    |                                                     |
| 1952 | Можно входить без стука            | Нелл Форбс               |                                                     |
| 1952 | Обезьяньи проделки                 | Лоис Лорел               |                                                     |
| 1952 | Вождь краснокожих и другие…        | проститутка              | Появилась в части Фараон и хорал                    |
| 1953 | Ниагара                            | Роуз Лумис               |                                                     |
| 1953 | Джентльмены предпочитают блондинок | Лорелей Ли               |                                                     |
| 1953 | Как выйти замуж за миллионера      | Пола Дебевуаз            |                                                     |
| 1954 | Река не течёт вспять               | Кей Уэстон               |                                                     |
| 1954 | Нет лучше бизнеса, чем шоу-бизнес  | Виктория Хоффман         |                                                     |
| 1955 | Зуд седьмого года                  | девушка                  |                                                     |
| 1956 | Автобусная остановка               | Шери́                     |                                                     |
| 1957 | Принц и танцовщица                 | Элси Марина              | Спродюсирован Marilyn Monroe Productions            |
| 1959 | В джазе только девушки             | Дана «Душечка» Ковальчик | Оригинальное название — «Некоторые любят погорячее» |
| 1960 | Займёмся любовью                   | Аманда Делл              |                                                     |
| 1961 | Неприкаянные                       | Розлин Тэйбер            | Последняя роль в кино                               |

## Телевидение
| Год              | Название                            | Роль              | Сеть | Примечания                            | Ист.          |
| ---------------- | ----------------------------------- | ----------------- | ---- | ------------------------------------- | ------------- |
| 13 сентября 1953 | The Jack Benny Program              | в роли самой себя | CBS  |                                       | [ 15 ]        |
| 2 октября 1954   | The Bob Hope Show                   | в роли самой себя | NBC  |                                       | [ 16 ]        |
| 8 апреля 1955    | Person to Person                    | в роли самой себя | CBS  | интервью с Эдвардом Р. Марроу         | [ 17 ]        |
| 19 мая 1962      | President Kennedy’s Birthday Salute | в роли самой себя | CBS  | Песня «Happy Birthday, Mr. President» | [ 18 ] [ 19 ] |

## Награды и номинации
Список приведён в соответствии с данными сайта IMDb.com.
| Награда                      | Год  | Категория                                | Работа                                                           | Результат |
| ---------------------------- | ---- | ---------------------------------------- | ---------------------------------------------------------------- | --------- |
| BAFTA                        | 1956 | Лучшая иностранная актриса               | Зуд седьмого года                                                | Номинация |
| BAFTA                        | 1958 | Лучшая иностранная актриса               | Принц и танцовщица                                               | Номинация |
| Золотой глобус               | 1954 | Премия Генриетты                         | н/д                                                              | Номинация |
| Золотой глобус               | 1957 | Лучшая женская роль — комедия или мюзикл | Автобусная остановка                                             | Номинация |
| Золотой глобус               | 1960 | Лучшая женская роль — комедия или мюзикл | В джазе только девушки                                           | Победа    |
| Золотой глобус               | 1962 | Премия Генриетты                         | н/д                                                              | Победа    |
| Давид ди Донателло           | 1958 | Лучшая иностранная актриса               | Принц и танцовщица                                               | Победа    |
| Laurel Awards                | 1959 | Лучшая комедийная актриса                | Принц и танцовщица                                               | 4-е место |
| Laurel Awards                | 1960 | Лучшая комедийная актриса                | В джазе только девушки                                           | 2-е место |
| Photoplay Awards             | 1952 | Восходящая звезда                        | н/д                                                              | Победа    |
| Photoplay Awards             | 1953 | Самая популярная звезда                  | н/д                                                              | Победа    |
| Photoplay Awards             | 1954 | Лучшая актриса                           | Джентльмены предпочитают блондинок Как выйти замуж за миллионера | Победа    |
| Look American Magazine Award | 1952 | Самая перспективная начинающая певица    | н/д                                                              | Победа    |
| Сезар                        | 1959 | Лучшая иностранная актриса               | Принц и танцовщица                                               | Победа    |
| Голливудская «Аллея славы»   | 1960 | Именная звезда за вклад в киноиндустрию  | н/д                                                              | Победа    |